# Marae

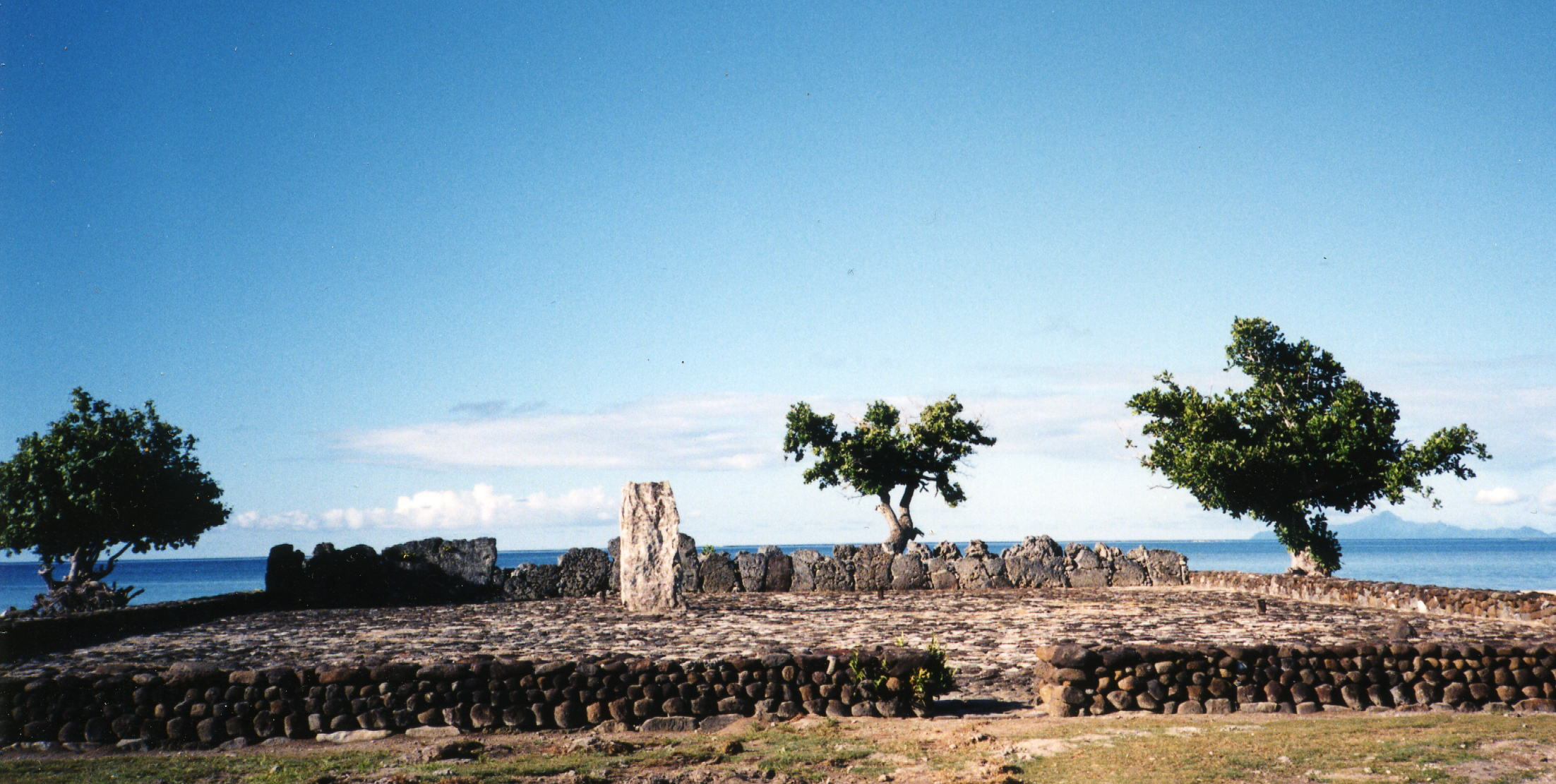
Taputapuatea un antiguo marae al sur de la isla de Raiatea.

Un marae (maoríes en Nueva Zelanda, las Islas Cook y Tahití), malae (Tonga, samoano y hawaiano), es un lugar sagrado que abastece a los fines religiosos y sociales en sociedades polinesias precristianas. En todos los idiomas, la palabra también significa "claro, libre de malezas, árboles, etc." Por lo general, consta de una superficie de terreno abierto aproximadamente rectangular (el propio marae), y sus fronteras con piedras o postes de madera (llamados pair en Tahití y las Islas Cook, los maoríes) tal vez con terrazas (paepae) que se utilizaron en la antigüedad para fines ceremoniales, y con una piedra central o ahu a'u (a veces, como en la cultura Rapa Nui de la isla de Pascua, ahu se convierte en sinónimo de todo el complejo marae).